# DOLPHIN☆JET
「DOLPHIN☆JET」（ドルフィン・ジェット）は、日本の女性歌手、彩音の6枚目のシングル。2007年7月25日にFive Recordsより発売された。

## 概要
- 前作「嘆きノ森」以来5ヶ月振りとなるリリースであり、2007年第2弾シングル。
- ジャケット写真は彩音本人のビジュアルが使用されており、本人のアーティスト写真がジャケットに使用されるのは初となる。
- タイトルは、ジェット練習機であるL-29に言及している。
- 表題曲はテレビアニメ『ケンコー全裸系水泳部ウミショー』の主題歌に起用され、カップリング曲はPlayStation 2用ゲームソフト『ウミショー』エンディングテーマに起用された[2]。
- 両曲とも本人の2枚目のオリジナルアルバム『Elephant Notes』に収録されている。

## 収録曲
| 全編曲: 上野浩司。 |                            |            |            |       |
| #                  | タイトル                   | 作詞       | 作曲       | 時間  |
| 1.                 | 「DOLPHIN☆JET」            | 志倉千代丸 | 志倉千代丸 | 4:08  |
| 2.                 | 「New Breeze」             | 海野真司   | 上野浩司   | 4:27  |
| 3.                 | 「DOLPHIN☆JET」(off vocal) |            |            | 4:08  |
| 4.                 | 「New Breeze」(off vocal)  |            |            | 4:27  |
| 合計時間:          | 合計時間:                  | 合計時間:  | 合計時間:  | 17:10 |